# دبدو
دبدو (به فرانسوی: Debdou) شهری است در مراکش است. دبدو ۴٬۵۹۶ نفر جمعیت دارد. (سرشماری سال ۲۰۰۴).
این شهر در گوشه شرق مراکش در در استان تاوریرت قرار دارد که بسیار نزدیک به مرز الجزایر است.
این شهر به خاطر چندقومیتی بودن آن، از جمله اعراب مراکشی، یهودیان و بربرها شناخته شده‌است.